# Broadford, Skottland
Broadford är en ort i Storbritannien.   Den ligger i kommunen Highland och riksdelen Skottland, i den nordvästra delen av landet, 700 km nordväst om huvudstaden London. Broadford ligger 7 meter över havet och antalet invånare är 522. Den ligger på ön Skye.
Terrängen runt Broadford är kuperad åt sydväst, men åt nordost är den platt. Havet är nära Broadford åt nordost. Runt Broadford är det glesbefolkat, med 8 invånare per kvadratkilometer. Närmaste större samhälle är Glenelg, 17,7 km öster om Broadford. Trakten runt Broadford består i huvudsak av gräsmarker.